# Ebensee koncentrationslejr
Ebensee koncentrationslejr (kodenavn "Zement") lå ved den sydlige ende af Traunsee nær Linz i Østrig.
Lejren, der var en underlejr under Mauthausen-Gusen, blev grundlagt i november 1943.
Det var ikke en udryddelseslejr, lejrens formål var at skaffe arbejdskraft til at udgrave enorme underjordiske anlæg, hvor der blev fremstillet våben.